# 루이스 엔히키 (2001년 12월)
루이스 엔히키 토마스 지 리마(포르투갈어: Luis Henrique Tomaz de Lima, 2001년 12월 14일 ~ )는 루이스 엔히키(포르투갈어: Luis Henrique)로 알려져 있는 브라질의 축구 선수이다. 그의 포지션은 윙어로, 현재 이탈리아 세리에 A의 인터 밀란에서 활약하고 있다.

## 초기 경력
엔히키는 주앙페소아에서 태어나 파라이바주의 내륙에 있는 솔라네아에서 자랐다.

## 클럽 경력

### 보타포구
엔히키는 트레스 파수스에서 경력을 시작했으며, 두 클럽 간의 파트너십으로 보타포구로 이적했다. 그의 눈에 띄는 데뷔는 특히 바이에른 뮌헨과 유벤투스의 주목을 받았다.

### 마르세유
2020년 9월 25일, 엔히키는 리그 1의 올랭피크 드 마르세유와 계약을 맺고 이적했다. 언론 보도에 따르면 이적료는 €8m이다. 등번호는 11번을 배정받았다.

#### 보타포구 복귀 (임대)
2022년 7월 22일, 엔히키는 완전 영입 옵션과 함께 보타포구와 1년 반 임대 계약을 맺고 복귀했다.

### 인터 밀란
2025년 6월 7일, 엔히키는 이탈리아 세리에 A의 인터 밀란과 5년 계약을 맺고 이적했다.